# Tú Thiên
Tú Thiên hay Túc Thiên (tiếng Trung: 宿迁; bính âm: Sùqiān) là một địa cấp thị ở tỉnh Giang Tô, Trung Quốc. Nó giáp Từ Châu về phía Tây Bắc, Liên Vân Cảng về phía Đông Bắc, Hoài An về phía Nam, và tỉnh An Huy về phía Tây.

## Hành chính
Địa cấp thị Tú Thiên quản lý 5 đơn vị cấp huyện, bao gồm 2 quận nội thành và 3 huyện.
- Khu Tú Thành (宿城区)
- Khu Tú Dự (宿豫区)
- Huyện Thuật Dương (沭阳县)
- Huyện Tứ Dương (泗阳县)
- Huyện Tứ Hồng (泗洪县)

Các đơn vị này lại được chia ra thành 115 đơn vị cấp hương, bao gồm 111 trấn và hương, và 4 phó khu.

## Nhân vật nổi bật
- Hạng Vũ (232 TCN–202 TCN), vị tướng tài ba cuối thời nhà Tần, đối thủ của Hán Cao Tổ Lưu Bang.
- Ngu Cơ (mất 202 TCN), thiếp yêu của Hạng Vũ, người đã tự vẫn chết theo ông.
- Lỗ Túc (172–217), quân sư nổi bật của Tôn Quyền của Đông Ngô trong thời Tam Quốc.